# 우나이 리사
우나이 리사(宇内梨沙, うない りさ. 1991년 9월 21일 ~ 일본 가나가와현 요코스카시)는 일본의 아나운서이자 TBS 홀딩스 소속의 여자 아나운서이다.

## 생애 및 경력
우나이 리사(宇内梨沙)는 1991년 9월 21일 일본 가나가와현 요코스카시에서 태어났다. 가족관계는 2남 1녀 중 막내딸로 태어났고 그녀의 아버지인 우나이 마사시로는 요코스카시에 본사를 두고 있는 우나이 건설의 사장이다. 그녀는 요코스카 시립 오기노 초등학교를 졸업하고 요코스카 시립 오쿠스 중학교를 졸업하고 요코스카 시립 요코스카 고등학교를 졸업하고 1년 재수하고 게이오기주쿠 대학교 문학부 미학 미술사학 전공을 졸업했다.우나이 리사(宇内梨沙)는 대학 졸업 후 2015년 4월에 TBS 도쿄방송에 입사를 했다. 입사동기로는 가미무라 사야코(上村彩子) 아나운서이다. 2023년 12월에 일반인 남성과 결혼을 했다.

## 에피소드
그녀는 게이오기주쿠 대학 재학 시절에 예술학을 전공했고 학예사 자격증을 취득했다. 또 학창시절부터 TBS 라디오의 프로그램에 출연하거나 TV 아사히 애스크의 아나운서 스쿨에 다니며 BS 아사히의 학생 캐스터를 맡기도 했었다. 그리고 2011년에 「학생 HEROES! Presents 프레시 캠퍼스 콘테스트 2011」에 출연해 준 그랑프리를 수상했었다, 그리고 2013년에는 미스 게이오 대학의 그랑프리에 차지헸었다. 그리고 그녀는 어린 시절부터 게임에 몰두하고 있어 E스포츠에 대한 조예가 깊다.자신의 인스타그램에서 게임을 즐기는 모습을 동영상으로 소개하거나 격투 게임 이벤트 「EVO Japan 2018」에 참전하는 등 세미 프로게이머로서의 얼굴도 함께 가지고 있다. 그리고 2020년부터 TBS 텔레비전 라이브 엔터테인먼트국 내 신설 부서 'e스포츠 연구소' 소원도 겸무하고 있다. 그 사업의 일환으로서 스스로의 유튜브 채널을 개설해, 게임 실황을 실시하고 있다. 그녀는 애니메이션을 좋아하고, 좋아하는 음악 장르는 애니메이션 OST이다.